# La Poile (plaats)
La Poile is een designated place en local service district in de Canadese provincie Newfoundland en Labrador. Het dorp is een outport die zich aan de zuidkust van het eiland Newfoundland bevindt.

## Geschiedenis
Sinds 1985 hebben de inwoners van het in gemeentevrij gebied gelegen La Poile beperkt lokaal bestuur doordat de plaats een local service district werd.

## Geografie
La Poile ligt aan een inham van het zuidwestelijke gedeelte van La Poile Bay, een grote baai aan de zuidkust van Newfoundland. Er is geen enkele weg die de plaats met andere plaatsen verbindt. Er is wel een dagelijkse veerdienst voorzien die de verbinding maakt met het westelijker gelegen dorp Rose Blanche.
In een straal van 20 km rondom La Poile lagen ooit vier dorpen (Grand Bruit, East Bay, North Bay en Petites), maar deze plaatsen zijn allen spookdorpen geworden ten gevolge van de provinciale hervestigingspolitiek.

## Demografie
Demografisch gezien is de designated place La Poile, net zoals de meeste afgelegen dorpen op Newfoundland, aan het krimpen. Tussen 1991 en 2021 daalde de bevolkingsomvang van 166 naar 61. Dat komt neer op een daling van 63,3% in 30 jaar tijd.
| Demografische ontwikkeling van La Poile tussen 1991 en 2021     |
| --------------------------------------------------------------- |
|                                                                 |
| Bron: Statistics Canada (1991–1996, 2001–2006, 2011, 2016–2021) |

## Gezondheidszorg
Gezondheidszorg wordt in de gemeente aangeboden door de Petites/La Poile Clinic. Deze lokale zorginstelling valt onder de bevoegdheid van de gezondheidsautoriteit Western Health en biedt de inwoners van La Poile alledaagse eerstelijnszorg aan. Het is een zogenaamde "reizende kliniek" (travelling clinic) die niet permanent bemand is maar geregeld geopend wordt door een bezoekend arts en een bezoekend gemeenschapsgezondheidsverpleegkundige (community health nurse) die verbonden zijn aan het Dr. Charles L. LeGrow Health Centre in Channel-Port aux Basques.

## Galerij

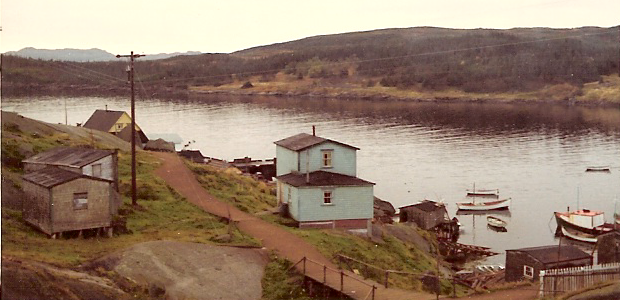
De hoofdstraat van La Poile (1971).
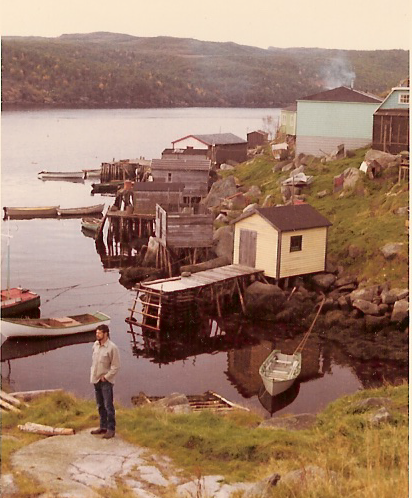
Zicht op enkele fishing stages in La Poile (1971).